# باشگاه فوتبال تراپانی
باشگاه فوتبال تراپانی (Trapani Calcio)یک باشگاه ایتالیایی است که در شهر تراپانی قرار دارد و در سری بی مشغول به فعالیت است.